# Hoyt S. Vandenberg Jr.
Pour les articles homonymes, voir Vandenberg.
Hoyt Sanford Vandenberg Jr., né le 12 août 1928 à Riverside, est un militaire américain.
Diplômé de l'Académie militaire de West Point, il a atteint le grade de major général dans l'United States Air Force (USAF). Il a notamment participé à la guerre du Viêt Nam.
Son père est le général Hoyt S. Vandenberg et son grand-oncle est le sénateur américain Arthur Vandenberg.